# Aleksei Smirnov
Aleksei Sergeyevich Smirnov (tiếng Nga: Алексей Серге́евич Смирнов; sinh ngày 13 tháng 10 năm 1993) là một cầu thủ bóng đá người Nga thi đấu cho F.K. Rotor-2 Volgograd.

## Sự nghiệp câu lạc bộ
Anh có màn ra mắt tại Russian Second Division cho FC Olimpia Volgograd vào ngày 31 tháng 7 năm 2012 trong trận đấu với FC Biolog-Novokubansk Progress.